# Saison 2013-2014 du Beşiktaş JK
Maillots
Chronologie
Saison précédente Saison suivante
Le club de football de Besiktas participe lors de la saison 2013-2014 au Championnat de Turquie et à la Coupe de Turquie, mais ne prend pas part aux compétitions continentales, Beşiktaş étant suspendu de toutes les compétitions européennes pendant 1 an.
Le Championnat de Turquie commence le 17 août 2013.

## Avant-saison
Les joueurs ont repris le chemin de l'entrainement le 25 juin 2013. Ils restent s’entraîner à Istanbul jusqu'au 1er juillet et prendre ensuite le chemin de Scharmutzelsee où ils resteront jusqu'au 11 juillet. Ils resteront ensuite en Allemagne, à Hambourg, où ils passeront 5 jours, le temps de disputer des matchs amicaux. Ils reprendront ensuite l'avion pour un dernier stage de préparation en Autriche, à Lienz, ville dans laquelle ils resteront 10 jours, du 17 au 27 juillet. Les joueurs retourneront ensuite à Istanbul pour les 3 dernières semaines avant le début du championnat.

## Transferts

### Mercato d'été
Tableau récapitulatif
| Nom              | Nationalité | Transfert         | Provenance/Destination   | Division            |                     |                     |                     |                     |
| Arrivées         |             |                   |                          |                     |                     |                     |                     |                     |
| Günay Güvenç     | Turquie     | Arrivée (0,2 M€)  | SV Stuttgarter Kickers   | 3. Liga             | 3. Liga             | 3. Liga             | 3. Liga             | 3. Liga             |
| Pedro Franco     | Colombie    | Arrivée (2,4 M€)  | Los Millonarios          | Liga Postobón       | Liga Postobón       | Liga Postobón       | Liga Postobón       | Liga Postobón       |
| Sezer Öztürk     | Turquie     | Arrivée (1,5 M€)  | Fenerbahçe               | Spor Toto Süper Lig | Spor Toto Süper Lig | Spor Toto Süper Lig | Spor Toto Süper Lig | Spor Toto Süper Lig |
| Ömer Şişmanoğlu  | Turquie     | Arrivée (1,65 M€) | Medical Park Antalyaspor | Spor Toto Süper Lig | Spor Toto Süper Lig | Spor Toto Süper Lig | Spor Toto Süper Lig | Spor Toto Süper Lig |
| Serdar Kurtuluş  | Turquie     | Arrivée (1,75 M€) | Gaziantepspor            | Spor Toto Süper Lig | Spor Toto Süper Lig | Spor Toto Süper Lig | Spor Toto Süper Lig | Spor Toto Süper Lig |
| Tolga Zengin     | Turquie     | Arrivée (2,75 M€) | Trabzonspor              | Spor Toto Süper Lig | Spor Toto Süper Lig | Spor Toto Süper Lig | Spor Toto Süper Lig | Spor Toto Süper Lig |
| Michael Eneramo  | Nigeria     | Arrivée (gratuit) | Sivasspor                | Spor Toto Süper Lig | Spor Toto Süper Lig | Spor Toto Süper Lig | Spor Toto Süper Lig | Spor Toto Süper Lig |
| Atiba Hutchinson | Canada      | Arrivée (gratuit) | PSV Eindhoven            | Eredivisie          | Eredivisie          | Eredivisie          | Eredivisie          | Eredivisie          |
| Arrivée en prêt  |             |                   |                          |                     |                     |                     |                     |                     |
| Gökhan Töre      | Turquie     | Arrivée (0,35 M€) | Rubin Kazan              | Première Ligue      | Première Ligue      | Première Ligue      | Première Ligue      | Première Ligue      |
| Ramon Motta      | Brésil      | Arrivée (0,00 M€) | Corinthians              | Brasileirão         | Brasileirão         | Brasileirão         | Brasileirão         | Brasileirão         |
| Départs          |             |                   |                          |                     |                     |                     |                     |                     |
| Allan McGregor   | Écosse      | Départ (1,75 M€)  | Hull City                | Premier League      | Premier League      | Premier League      | Premier League      | Premier League      |
| Özgür Özkaya     | Turquie     | Départ (gratuit)  | Sanica Boru Elazığspor   | Spor Toto Süper Lig | Spor Toto Süper Lig | Spor Toto Süper Lig | Spor Toto Süper Lig | Spor Toto Süper Lig |
| Mehmet Akyüz     | Turquie     | Départ (gratuit)  | Akhisar Belediyespor     | Spor Toto Süper Lig | Spor Toto Süper Lig | Spor Toto Süper Lig | Spor Toto Süper Lig | Spor Toto Süper Lig |
| Roberto Hilbert  | Allemagne   | Départ (gratuit)  | Bayer Leverkusen         | 1. Bundesliga       | 1. Bundesliga       | 1. Bundesliga       | 1. Bundesliga       | 1. Bundesliga       |
| Emre Özkan       | Turquie     | Départ (gratuit)  | Kardemir Karabükspor     | Spor Toto Süper Lig | Spor Toto Süper Lig | Spor Toto Süper Lig | Spor Toto Süper Lig | Spor Toto Süper Lig |
| Samet Bülbül     | Turquie     | Départ (gratuit)  | Nazilli Belediyespor     | Spor Toto 2. Lig    | Spor Toto 2. Lig    | Spor Toto 2. Lig    | Spor Toto 2. Lig    | Spor Toto 2. Lig    |
| Júlio Alves      | Portugal    | Départ (gratuit)  | Rio Ave FC               | Liga ZON Sagres     | Liga ZON Sagres     | Liga ZON Sagres     | Liga ZON Sagres     | Liga ZON Sagres     |
| Départs en prêt  |             |                   |                          |                     |                     |                     |                     |                     |
| Erkan Kaş        | Turquie     | Départ (0,05 M€)  | Kardemir Karabükspor     | Spor Toto Süper Lig | Spor Toto Süper Lig | Spor Toto Süper Lig | Spor Toto Süper Lig | Spor Toto Süper Lig |
| Ömer Arslan      | Turquie     | Départ (gratuit)  | Medical Park Antalyaspor | Spor Toto Süper Lig | Spor Toto Süper Lig | Spor Toto Süper Lig | Spor Toto Süper Lig | Spor Toto Süper Lig |
| Kadir Arı        | Turquie     | Départ (gratuit)  | Sancaktepe Belediyespor  | Spor Toto 3. Lig    | Spor Toto 3. Lig    | Spor Toto 3. Lig    | Spor Toto 3. Lig    | Spor Toto 3. Lig    |
| Umut Kaya        | Turquie     | Départ (gratuit)  | Menemen Belediyespor     | Spor Toto 3. Lig    | Spor Toto 3. Lig    | Spor Toto 3. Lig    | Spor Toto 3. Lig    | Spor Toto 3. Lig    |
| Burak Kaplan     | Turquie     | Départ (gratuit)  | SV Babelsberg 03         | Regionalliga Nord   | Regionalliga Nord   | Regionalliga Nord   | Regionalliga Nord   | Regionalliga Nord   |
| Sinan Kurumuş    | Turquie     | Départ (gratuit)  | Boluspor                 | Ptt 1.Lig           | Ptt 1.Lig           | Ptt 1.Lig           | Ptt 1.Lig           | Ptt 1.Lig           |
| Retour de prêt   |             |                   |                          |                     |                     |                     |                     |                     |
| Mamadou Niang    | Turquie     | Départ (gratuit)  | Al Sadd Sports Club      | Qatar Stars League  | Qatar Stars League  | Qatar Stars League  | Qatar Stars League  | Qatar Stars League  |

## Calendrier

### Matchs amicaux
| Date                    | Adversaire             | Lieu                         | Score | Buteurs de BJK                      |
| ----------------------- | ---------------------- | ---------------------------- | ----- | ----------------------------------- |
| 12 juillet 2013 19:30   | FC Sankt Pauli         | Millerntor-Stadion, Hambourg | 1-0   | -                                   |
| 18 juillet 2013 19:00   | Queens Park Rangers FC | Stade Seeboden, Seeboden     | 0-1   | -                                   |
| 21 juillet 2013 19:00   | Schalke 04             | Stade Villach Lind, Villach  | 1-1   | Pedro Franco 65e                    |
| 24 juillet 2013 19:00   | FK Simurq Zaqatala     | Stade Dolamiten, Lienz       | 2-1   | Dentinho 68e · Hugo Almeida 85e     |
| 27 juillet 2013 19:30   | Southampton FC         | Stade Villach Lind, Villach  | 1-3   | Muhammed Demirci 62e                |
| 31 juillet 2013 19:00   | FK Čukarički           | Stade Dolamiten, Lienz       | 0-0   | -                                   |
| 2 août 2013 18:00       | KF Laçi                | Stade Villach Lind, Villach  | 2-2   | Dentinho 39e · Atiba Hutchinson 86e |
| 10 août 2013 20:00      | Çaykur Rizespor        | Olimpiyat Stadyumu, Istanbul | 1-0   | Pedro Franco 90e                    |
| 10 septembre 2013 ??:?? | HNK Hajduk Split       | Stade de Poljud, Split       |       |                                     |

### Championnat

#### Matchs aller
| Date                     | Tour | Adversaire               | Lieu                                    | Score | Buteurs de BJK                                                                | Rapport |
| ------------------------ | ---- | ------------------------ | --------------------------------------- | ----- | ----------------------------------------------------------------------------- | ------- |
| 18 août 2013 21:45       | J1   | Trabzonspor              | Atatürk Olimpiyat Stadyumu, İstanbul    | 2-0   | Olcay Şahan 75e · Gökhan Töre 81e                                             | Rapport |
| 26 août 2013 21:45       | J2   | Kayseri Erciyesspor      | Kadir Has, Kayseri                      | 2-4   | Manuel Fernandes 23e · Gökhan Töre 51e · Julien Escudé 66e · Hugo Almeida 88e | Rapport |
| 1er septembre 2013 19:30 | J3   | Gaziantepspor            | Atatürk Olimpiyat Stadyumu, İstanbul    | 2-0   | Hugo Almeida 28e · Hugo Almeida 35e (pen.)                                    | Rapport |
| 15 septembre 2013 20:30  | J4   | Bursaspor                | Bursa Atatürk, Bursa                    | 0-3   | Hugo Almeida 15e · Tomáš Sivok 37e · Julien Escudé 64e                        | Rapport |
| 22 septembre 2013 19:00  | J5   | Galatasaray              | Atatürk Olimpiyat Stadyumu, İstanbul    | 0-3   |                                                                               | Rapport |
| 30 septembre 2013 20:00  | J6   | Medical Park Antalyaspor | Akdeniz Üniversitesi Stadı, Antalya     | 2-0   | -                                                                             | Rapport |
| 5 octobre 2013 19:00     | J7   | Eskişehirspor            | Eskişehir Atatürk, Eskişehir            | 0-1   | Ömer Şişmanoğlu 70e                                                           | Rapport |
| 21 octobre 2013 20:00    | J8   | Çaykur Rizespor          | Atatürk Olimpiyat Stadyumu, İstanbul    | 0-0   |                                                                               | Rapport |
| 26 octobre 2013 19:00    | J9   | Akhisar Belediyespor     | Manisa 19 Mayıs, Manisa                 | 3-3   | Olcay Şahan (18e) Oğuzhan Özyakup (40e) Hugo Almeida (55e)                    |         |
| 3 novembre 2013 19:00    | J10  | Kardemir Karabükspor     | Recep Tayyip Erdoğan Stadyumu, İstanbul | 0-0   |                                                                               |         |
| 9 novembre 2013 19:00    | J11  | Kayserispor              | Kadir Has, Kayseri                      | 0-3   | Olcay Şahan (21e) Gökhan Değirmenci CSC (82e) Michael Eneramo (90e)           |         |
| 25 novembre 2013 20:30   | J12  | Torku Konyaspor          | Recep Tayyip Erdoğan Stadyumu, İstanbul | 3-1   | Olcay Şahan (26e) Hugo Almeida (31e) Oğuzhan Özyakup (41e)                    |         |
| 30 novembre 2013 19:00   | J13  | Fenerbahçe               | Şükrü Saracoğlu, İstanbul               | 3-3   | Olcay Şahan (9e) Hugo Almeida (43e), (45e)                                    |         |
| 9 décembre 2013 20:00    | J14  | Sivasspor                | Recep Tayyip Erdoğan Stadyumu, İstanbul | 1-1   | Hugo Almeida (5e)                                                             |         |
| 11 février 2014 20:00    | J15  | Kasımpaşa                | Recep Tayyip Erdoğan Stadyumu, İstanbul | 0-3   | Hugo Almeida (26e) Pedro Franco (34e) Veli Kavlak (44e)                       |         |
| 21 décembre 2013 19:00   | J16  | Sanica Boru Elazığspor   | Recep Tayyip Erdoğan Stadyumu, İstanbul | 4-1   | Tomas Sivok (22e) Filip Holosko (46e) Olcay Şahan (70e ) Filip Holosko (80e)  |         |
| 27 décembre 2013 19:00   | J17  | Gençlerbirliği           | Ankara 19 Mayıs, Ankara                 | 1-0   |                                                                               |         |

#### Matchs retour
| Date                  | Tour | Adversaire               | Lieu                                 | Score | Buteurs de BJK                                                 | Rapport |
| --------------------- | ---- | ------------------------ | ------------------------------------ | ----- | -------------------------------------------------------------- | ------- |
| 25 janvier 2014 19:00 | J18  | Trabzonspor              | Hüseyin Avni Aker, Trabzon           | 1-1   | Hugo Almeida (85e)                                             |         |
| 31 janvier 2014 19:00 | J19  | Kayseri Erciyesspor      | Atatürk Olimpiyat Stadyumu, İstanbul | 3-2   | Manuel Fernandes (43e) Gökhan Töre (53e) Oğuzhan Özyakup (57e) |         |
| 7 février 2014 19:00  | J20  | Gaziantepspor            | Kamil Ocak, Gaziantep                | 1-2   | Olcay Şahan (19e) Ömer Şişmanoğlu (74e)                        |         |
| 16 février 2014 16:00 | J21  | Bursaspor                | Atatürk Olimpiyat Stadyumu, İstanbul | 1-0   | Hugo Almeida (72e)                                             |         |
| 22 février 2014 19:00 | J22  | Galatasaray              | Türk Telekom Arena, İstanbul         | 1-0   |                                                                |         |
| 28 février 2014 19:00 | J23  | Medical Park Antalyaspor | Atatürk Olimpiyat Stadyumu, İstanbul | 0-0   |                                                                |         |
| 9 mars 2014 19:00     | J24  | Eskişehirspor            | Atatürk Olimpiyat Stadyumu, İstanbul | 1-0   | Ersan Gülüm (89e)                                              |         |
| 15 mars 2014 19:00    | J25  | Çaykur Rizespor          | Yeni Rize Şehir, Rize                | 2-2   | Mustafa Pektemek (6e), (51e)                                   |         |
| 23 mars 2014 19:00    | J26  | Akhisar Belediyespor     | Atatürk Olimpiyat Stadyumu, İstanbul | 3-0   | Veli Kavlak (2e) Mustafa Pektemek (8e) Atiba Hutchinson (69e)  |         |
| 28 mars 2014 19:00    | J27  | Kardemir Karabükspor     | Dr. Necmettin Şeyhoğlu, Karabük      | 1-0   |                                                                |         |
| 5 avril 2014 19:00    | J28  | Kayserispor              | Atatürk Olimpiyat Stadyumu, İstanbul | 2-1   | Olcay Şahan (44e) Oğuzhan Özyakup (68e)                        |         |
| 11 avril 2014 19:00   | J29  | Torku Konyaspor          | Konya Atatürk, Konya                 | 1-1   | Oğuzhan Özyakup (69e)                                          |         |
| 20 avril 2014 19:00   | J30  | Fenerbahçe               | Atatürk Olimpiyat Stadyumu, İstanbul | 1-1   | Ramon Motta (44e)                                              |         |
| 27 avril 2014 19:00   | J31  | Sivasspor                | Sivas 4 Eylül, Sivas                 | 3-0   |                                                                |         |
| 3 mai 2014 19:00      | J32  | Kasımpaşa                | Atatürk Olimpiyat Stadyumu, İstanbul | 2-1   | Oğuzhan Özyakup (7e) Veli Kavlak (17e)                         |         |
| 11 mai 2014 19:00     | J33  | Sanica Boru Elazığspor   | Elazığ Atatürk, Elâzığ               | 0-1   | Gökhan Töre (39e)                                              |         |
| 17 mai 2014 19:00     | J34  | Gençlerbirliği           | Atatürk Olimpiyat Stadyumu, İstanbul | 1-1   | Hugo Almeida (35e)                                             |         |

### Ligue Europa
| Date         | Tour                  | Adversaire | Lieu                                 | Score | Buteurs de BJK                         | Rapport |
| ------------ | --------------------- | ---------- | ------------------------------------ | ----- | -------------------------------------- | ------- |
| 22 août 2013 | Barrage, match-aller  | Tromsø IL  | Alfheim Stadion, Tromsø              | 2-1   | Hugo Almeida 9e                        | Rapport |
| 29 août 2013 | Barrage, match-retour | Tromsø IL  | Atatürk Olimpiyat Stadyumu, Istanbul | 2-0   | Hugo Almeida 52e · Oğuzhan Özyakup 54e | Rapport |

À la suite du rejet de l'appel du Beşiktaş JK, le club turc est exclu de la Ligue Europa et remplacé par les Norvégiens du Tromsø IL. À la suite de la décision du Tribunal arbitral du sport (TAS) de rejeter l'appel du Beşiktaş JK à l'encontre de la décision du 15 juillet 2013 de l'Instance d'appel de l'UEFA qui visait à exclure le club turc pour un pour trucage de match, le Panel d'urgence a tenu une réunion ce matin.

### Coupe de Turquie
| Date                  | Tour           | Adversaire | Lieu                         | Score | Buteurs de BJK      | Rapport |
| --------------------- | -------------- | ---------- | ---------------------------- | ----- | ------------------- | ------- |
| 5 décembre 2013 20:30 | Quatrième tour | Bucaspor   | İzmir Atatürk Stadyumu İzmir | 2-1   | Ömer Şişmanoğlu 65e |         |